# Estadio El Collao
El campo municipal Gestaser “El Collao” es el estadio donde el Club Deportivo Alcoyano disputa sus encuentros como local. Fue inaugurado en 1921 y posee una capacidad de aproximadamente 5000 espectadores. Se encuentra ubicado en la calle Oliver s/n, en la ciudad de Alcoy (Alicante), España.

## Ubicación
El estadio se encuentra ubicado a las afueras de la ciudad de Alcoy, al final de la calle Oliver, una de las principales arterias de la ciudad, junto al barrio alcoyano de Batoy y justo en la salida desde Alcoy de la carretera  CV-795  que enlaza Alcoy con el municipio de Bañeres.

## Características
El terreno de juego posee unas dimensiones de 102 por 63 metros de césped natural. El recinto ha albergado todos los encuentros como local del club en Primera División, Segunda, Segunda "B" y Tercera.
El 26 de junio de 2011 el césped y el sistema de riego del mismo fueron substituidos por primera vez desde su inauguración, con motivo del ascenso del Club Deportivo Alcoyano a la Segunda División.

## Historia
El estadio fue inaugurado el 28 de agosto de 1921 en solares propiedad del industrial alcoyano Francisco Laporta Boronat, que los donó desinteresadamente para su construcción. En un principio jugó en El Collao el Real Alcodiam Deportivo, equipo precursor del Club Deportivo Alcoyano. Este año 2021 el campo ha cumplido 100 años convirtiéndose así en el 5 más antiguo de España. 
El Regimiento de Infantería Vizcaya nº 21 del ejército de tierra, ubicado entonces en el centro de Alcoy, aportó la mano de obra con más de doscientos soldados que aplanaron y adecuaron el terreno sin ningún coste para la posterior construcción del estadio, gracias a las gestiones de su coronel Ramón García-Reguera.